# Дети тьмы (фильм, 2022)
Дети тьмы (англ. The Kindred и «сородичи») — британский психологический фильм ужасов 2021 года, премьера в Великобритании состоялась 27 декабря 2021 года, а в России 1 сентября 2022 года.

## Сюжет
В Лондоне, Не веря в самоубийство отца, Хелен начинает собственное расследование обстоятельств его смерти. Она понимает, что в квартире происходит что-то странное и пугающее. Соседи рассказывают, что в этом районе пропадали дети, и за этими исчезновениями будто бы стояло потустороннее существо, которое дети называли Сакхэд. Чтобы узнать правду Хелен придется раскрыть тайну пропавших детей и снять проклятие тьмы.

## В ролях
- Эйприл Пирсон — Хэлен Таллет
- Блэйк Харрисон[англ.] — Грейг Таллет
- Джеймс Дрэйфус — Мистер Мулвэйни
- Робби Ги[англ.] — детектив Шепард
- Джеймс Космо — Фрэнк Мензи
- Саманта Бонд — Гиллиан Бурроус

## Маркетинг
Трейлер фильма вышел в июле 2022 года.
Съёмки проходили в Лондоне 6 августа 2018 года, и завершились 14 сентября 2018 года.